# Drapetisca
Drapetisca is een geslacht van spinnen uit de familie hangmatspinnen (Linyphiidae).

## Soorten
De volgende soorten zijn bij het geslacht ingedeeld:
- Drapetisca alteranda Chamberlin, 1909
- Drapetisca australis Forster, 1955
- Drapetisca bicruris Tu & Li, 2006
- Drapetisca oteroana Gertsch, 1951
- Drapetisca socialis (Sundevall, 1833)